# 스핀배틀 몬수노
스핀배틀 몬수노(일본어: 獣旋バトルモンスーノ, 영어: Monsuno)는 반다이에서 발매한 완구. 및 2012년 10월 3일부터 2013년 9월 25일까지 TV 도쿄 계열에서 방송된 TV 애니메이션.

## 개요
덴쓰의 해외그룹사 덴쓰 엔터테인먼트 USA와 미국의 완구기업인 잭스퍼시픽(JAKKS Pacific) 및 미국의 프로그램사 대기업 프리맨틀미디어(Fremantle Media Enterprises:영약칭 FMD)가 주축이 되어 설립한 제작조직 퍼시픽 애니메이션 파트너스(Pacific Animation Partners LLC)가 제작하는 TV 애니메이션 시리즈 몬수노(Monsuno)를 일본 국내용으로 현지화한 작품(이후 특별한 이유가 없는 경우)이 제작되었다. 몬수노'에 관한 기술로 한다). 이 시리즈는, 니켈로디언과 TV 도쿄의 공동 제작.
일본에서는 반다이가 사업 파트너로서 국내에서의 상품화권 계약을 얻고 있다.

## 놀이 방법
몬수노를 코어에 세트 해, 끝을 튕겨 스핀(회전)시킨다. 코어끼리 서로 부딪치는(브레이크 온) 것으로 내부의 몬수노를 소환(스핀 아웃)시킨다. 소환되면 몬수노 ID의 효과와 파워로 포인트가 결정되고 3턴 후 피해가 적은 쪽이 승리한다.
해외에서의 게임방법은 트레이딩 카드 게임과 연동시켜 플레이한다.

### 세트 내용
- 몬수노

코어 내부에 세트하는 미니 피규어.
- 몬수노 코어

원기둥 모양의 코어 부품. 몬스노를 내부에 세트하다.
- 몬수노 ID

게임에 사용하는 부속 카드.

### 스핀 테크
스핀시키는 여러 가지 테크닉이 존재한다.
- 롱 스핀

3초 이상의 오랫동안 스핀을 준다.
- 커넥토스핀

여러 코어를 연속으로 스핀시킨다.
- 타겟 스핀

스핀을 주어 먼 타겟에 맞힌다.
- 스카이스핀

공중에서 떨어뜨리도록 스핀시킨다.
- 더블 스핀

2개의 코어를 동시에 스핀시킨다.
- 스핀 아웃

코어를 부딪쳐 몬수노를 소환(스핀 아웃)시킨다.
- 브레이크 스핀

여러 코어를 스핀으로 쓰러뜨리다.

### 상품 라인업
코아텍크
- 몬수노 록
- 몬수노 퀵포스
- 몬수노차저
- 몬수노 글로우 블레이드
- 몬수노이 보
- 몬수노 에어 스위치
- 몬수노 액스브레이드
- 몬수노 휘퍼
- 몬수노바리온
- 몬수노 부스트 사벨
- 몬수노 기어그립(블루)
- 몬수노 기어박스(블루)
- Longfang(일본 미발매)
- Airswitch (일본 미발매)
- Elemental Rock (일본 미출시)

스톰
- 몬수노 크로스볼트
- 몬수노소닉버드
- 몬수노 스카이 사이트
- 몬수노피포네이드
- 몬수노 킹브레이드
- 몬수노 골드폰
- 몬수노 기어그립(블랙)
- 몬수노 기어박스(블랙)
- Riccoshot (일본 미출시)
- Hydro (일본 미발매)

에크립스
- 몬수너울펜밧
- 몬수노 헌터클로
- 몬수노 마그마다일
- 몬수노 윙바이퍼
- 몬수노 델타하운드
- 몬수노 헬브레이커
- 몬수노 나이트 스파이크
- 몬수노 메테오 스트라이커
- Moonfire(일본 미발매)
- Spikelash (일본 미발매)
- Shadow hornet (일본 미출시)

포지
- 몬수노 X-100

세트
- 몬수노 DX 배틀세트
- 몬수노 배틀 스타디움
- 몬수노락 & 몬수노 헤비팬차
- 몬수노 퀵포스 & 몬수 노스파이크워 m
- 몬수노 트라이벌칸 & 몬수노 디마이즈
- 몬수노킹브레이브 & 몬수노 섀도 호넷
- 몬수노 나이트 자칼 & 몬수노 길리노이드
- 몬수노 트라이벌칸 & 몬수노 디마이즈

일본 미출시 아이템
- Wild Core (와일드코어)
- Metal Die-cast Cores (메탈 다이캐스트 코어)
- Strike Launcher(스트라이크 런처)
- Strake Glove (스트라이크 글로브)
- Strike Sector Combat Set
- Auto Strike Multi Launcher(오토 스트라이크 멀티런처)
- Launch Zone Combat Arena
- 트레이딩 카드

## 텔레비전 애니메이션
미국에서는 니켈로디언 TV의 자매 채널인 닉툰스에서 2012년 2월 23일부터 11월까지 첫 시즌(Monsuno: World Master)이 방송된다. 또한 일본에서는 TV 도쿄 계열에서 2012년 10월 3일부터 2013년 9월 25일까지 방송되었다. 52화 제작. 제2시즌(Monsuno: Combat Chaos)부터 일본 선행방송. 북미에서는 2014년부터 제3시즌이 방송(일본 방송은 미정). 대한민국에서는 2013년 10월부터 대원방송에서 더빙판으로 방송되었다.
감독에는 합작 애니메이션과 해외 작품 제작 현장에 몸담았던 오쿠무라 요시아키가 기용됐으며 『벤 10』 『제네레이터 렉스』 등 크리에이터 집단 맨 오브 액션(Man Of Action)이 제작에 참여하고 있다.
일본에서는 제30화부터 월 1회에 엔딩 프레임으로 미니 코너 「몬수노 더 배틀」이 개시. 캡틴 스핀과 Dr. 코어의 데모 플레이와 야스다대 서커스에 의한 콘트가 행해진다. 2회는 35화, 3회는 39화, 4회는 44화, 5회는 48화, 6회는 50화에 방송됐다.

### 스토리
실종된 아버지 제레디 박사를 찾아 동료와 여행을 계속하는 소년 체이스.
여행 중 아버지가 개발한 거대 몬스터를 현출시키는 장치·코어를 우연히 손에 넣었기 때문에, 다양한 조직의 표적이 되고 만다.
하지만 체이스는 특유의 용기와 포기하지 않는 마음을 원동력으로 이들 조직과 맞설 팀 코어테크를 결성. 다양한 코어몬스터 몬수노를 의지할 수 있는 단짝으로 싸워 나간다.

### 등장인물

#### 코어텍 / Core-Tech
체이스와 동료들의 팀. 이미지 색상은 블루. 싸움 속에서 몬수노와의 상생의 길을 모색한다. 다섯 부족 골짜기에서 다섯 명 모두 다섯 부족의 후예로 판명된다. 몬파이브 파괴팀 크래셔 크루라는 팀명을 고안하기도 했다.
체이스 스노 / Chase Suno
성우 - KENN / 영어판 - 캠 클라크 / 한국어판 - 정재헌
본작의 주인공. 코어텍의 리더. 용감하고 이성적인 성격이지만 앞뒤가 맞지 않는 면도 있어 동료들로부터 괴짜로 불리기도 한다. 초기에는 아버지 제레디에게 집착한 나머지 위험한 일을 당하기도 했다. 파트너 몬수노 록과 만나게 됨으로써 이 세계를 뒤흔드는 싸움에 몸을 던지게 된다.
브렌 / Bren
성우 - 스즈키 치히로 / 영어판 - 크리스토퍼 코리 스미스 / 한국어판 - 심규혁
체이스에게 있어서 둘도 없는 친한 친구. 코어테크에서는 머리가 좋은 것을 살려 컴퓨터 조작등을 담당. 마음이 약한 것에 비해 컨디션이 좋아 항상 입이 떨어지지 않는다. 마음에 안 드는 게 있으면 기분 상하기 쉬운 까칠한 면도 있었고, 그래서 중간에 끼어든 노아나 비꼬는 애쉬와는 처음엔 낯설었다. 일본어판에서는 「시오의 우헤」, 「딱딱딱딱딱딱딱딱딱딱딱딱딱딱딱딱딱」 두 번째 시즌 초반에 파트너인 퀵포스를 잃고 자포자기하지만 노아의 설득에 의해 다시 일어섰다.
비키 / Jinja
성우 - 타노 아사미 / 영어판 - 캐런 스트래스먼 / 한국어판 - 박고운
본작의 여주인공. 코어텍의 홍일점으로 브렌의 소꿉친구. 격투기를 배우고 있다. 강인하게 유를 끊는 타입의 말괄량이 딸로 팀 내에서는 그만 과격한 행동을 하는 경우가 많다. 사실 부유한 가정에서 태어난 아가씨이기도 하고 박학한 곳도 보여주지만 핫도그 등 서민감각은 따라갈 수 없기도 하다. 영어판에서는 진자라는 이름으로 일본어판에서 비키로 변경되었지만 공식 사이트의 스토리 소개 등에서는 일부 진자로 표기되어 있는 것이 있다.
노아 / Beyal
성우 - 코쿠류 사치 / 영어판 - 커크 손턴 / 한국어판 - 이미나
여행 도중에 코어테크에 가담한 젊은 승려인 은발의 소년. 몬수노에 대해 잘 알고 있다.반면 어릴 때부터 수행과 가르침에 힘썼던 탓에 일반적인 세상 지식에는 생소한 데가 있다. 가끔 예지(비전)를 한다. 체이스가 록과 마음을 통하게 되면서 비전을 보게 되면 대조적으로 비전을 볼 수 없게 되지만 북쪽에 있는 종식의 동굴로 가는 것으로 비전을 회복시킨다. 마스터 가이의 사망 후에는 5부족의 예언서를 맡기고 있다. 반열에 합류했을 때는 딱딱한 인상을 팀원으로부터 받고 있었지만, 점차 독특하게 풍부한 표현을 보이게 된다.
애쉬 / Dax
성우 - 시모사키 히로시, 쿠니타치 코우 (어린 시절) / 영어판 - 키스 실버스틴 / 한국어판 - 강호철
코어텍의 최연장자인 남자. 성격은 조금 역겨운 면이 있고 리얼리스트 기질 때문에 체이스들과 의견이 충돌하기도 한다. 또 종종 다른 멤버에게는 비밀스러운 행동을 취한다. 로렌즈에서 처음으로 체이스들과 만난다. 제레디와 접촉하고 그 후 체이스들과 행동을 같이한다. 실라를 자르고 있지만 제레이디에게 고용되어 장치를 세계 각지에 걸고 있지만, 그것이 무슨 목적인지는 알려지지 않았다. 어린 시절, 수수께끼의 습격으로 부모님(어머니 성우-카네다 아키)을 죽였지만, 그것은 크립스에 의해 어떤 발굴을 위해 마을 전체를 몰살한 탓이라는 것을 본인으로부터 통보받고, 이후 복수를 다짐한다. 영어판에서는 호주 억양이 있다.

#### S.T.O.R.M.
읽기는 「스톰」. 코어를 노리는 군사 조직. 이미지 색상은 노란색. 민간 거주구의 비상사태 등에서는 피난 활동도 하지만 샤를마뉴가 생각하는 목적을 위해서라면 민간인의 절사도 마다하지 않는다.
샤를마뉴 / Charlemagne
성우 - 카나다 아키 / 영어판 - 캐런 스트랜스먼 / 한국어판 - 김도영
S.T.O.R.M. 사령관을 맡고 있는 금발의 여성. 코어와 몬수노의 힘을 모두 손에 쥐고 세계 정복 야망을 품는다. (체이스가) 편이 되지 않는다면 우리의 적이라고 단언하고 자기 생각이 정의라고 몰아붙이는 등 자기중심적이고 독선적인 성격. 세계평의회 대표에게 독단을 규탄받고 위험한 존재로 간주되어 지휘권과 직책을 잃고 체포되었다.
존 에이스 / Jon Ace
성우 - 마츠오카 다이스케 / 영어판 - 크리스토퍼 스미스 / 한국어판 - 이현
S.T.O.R.M. 병사인 금발 남성. 입장상 샤를마뉴의 명을 따라 행동하고 있지만 속으로는 그녀의 독선적인 행태에 의문을 갖고 있다. 체이스의 아버지 제레디와는 동료였기 때문에 아들인 체이스와도 알고 지내며 사사건건 체이스를 걱정하고 있다. 체이스 포획에 용건처럼 이용된 것에서 샤를마뉴의 냉혹함에 완전히 분노해 코어를 버리고 S.T.O.R.M.을 이반했다. 체이스들과 행동을 함께하며 이클립스가 지배하는 연구소로 향한다. 몬수노를 위험한 존재로 간주하게 되고 섀도 이펙트 연구에 이용되고 있는 몬수노 에너지를 파괴하려 하지만, 그것을 막으려던 노아와 옥신각신한 것에서 실수로 섀도 이펙트를 작동시키고 만다. 체이스들을 연구소에서 벗어나 섀도 효과를 스스로 억제하려 한 결과 연구소와 함께 대폭발을 일으킨다. 그 후 섀도 이펙트의 다른 작용(크립스로도 생각할 수 없었던 것 같다)으로 아이러니하게도 자신이 몬수노 에너지에 침식된 괴물, 해저드 에이스로 변모하고 만다. 해저드 에이스로 변한 그는 몬수노를 능가하는 파워를 갖고 장시간 활동도 가능하다. 크립스의 괴뢰가 되고 있었지만 존으로서의 의식은 남아 있는 것 같고, 최종적으로는 제레디의 설득에 의해 크립스의 영향 아래에서 벗어난다. 제레디 밑에서 치료를 하였으나 상태가 좋지 않아 타브카거 의식에서 얻은 타브카거 크리스탈로 연명시켰으며, 후에 로크가 몬수노 바이러스를 제어함으로써 몬수노의 독소를 제어하는 방법이 판명되어 원래의 모습인 존 에이스로 부활하였다. 완전히 인간으로 돌아갈 수 있었던 것은 아니고 스스로의 의지로 해저드 에이스도 될 수 있다. 두 번째 시즌 마지막 회에서는 샤를마뉴를 대신해 S.T.O.R.M.의 장관으로 취임한다.
트레이 / Trey
성우 - 사사키 요시히토 / 영어판 - 키스 실버스틴 / 한국어판 - 안효민
S.T.O.R.M. 공격대장. 샤를마뉴에 심취하는 충실한 부하냉혹한 성격에 방법도 억지스러워 존과는 어울리지 않고, 그의 조언에는 일일이 물고 반항한다. 수단이야 가리지 않지만 S.T.O.R.M.의 병사로서 자부심은 강한 남자. 제2시즌 48화에서 평의회를 지키기 위해 샤를마뉴의 명령을 어기고 의원을 독방에 넣지 않고 체포했다. 샤를마뉴를 배신하는 일은 충신이었던 그에게 단장의 심정이었던 듯 그녀를 연행시켰을 때는 착잡한 표정을 짓고 있었다. 그 후 존의 취임식에 참석.

##### 스트라이크 포스 / S.T.O.R.M. Strike Squad
제2시즌부터 등장. 팀 코어테크를 섬멸하기 위해 결성된 S.T.O.R.M.의 엘리트 정예부대. 멤버가 코어테크의 개개인의 대책하고 있지만 손톱이 달콤하다. 마지막 화에서 트레이와 함께 존의 취임식에 참석했다.
알파 / Alpha
성우 - 야오 카즈키
스트라이크 포스의 리더. 체이스 타도를 제일 목적으로 하고 있지만 기습을 싫어하고 정정당당한 배틀을 선호하는 토종 스핀버틀러이기도 하다. 자신의 몬수노 크로스와이어와 록의 첫 대결에서는 비기며 체이스 실력을 인정하는 듯한 발언을 남겼다. 체이스와는 기사 같은 정정당당한 싸움을 원하고 타브카거 의식을 치르려다 샤를마뉴의 사전 개입으로 패배하고 만다.
킬로, 탱고, 엑스레이, 브라보 / Kilo, Tango, X-ray, Bravo
성우 - 후지누마 켄토(킬로)、테라사키 히로카(탱고)、카나다 아키(엑스레이)、이노우에 유우(브라보)
스트라이크 포스의 멤버. 호전적이지만 침착한 성격의 흑인 키로, 「~테요」가 입버릇인 홍일점 탱고, 안경을 쓴 고비차한 엑스레이, 어조가 조금 과장된 브라보 등 4명. 첫 대결 시에는 코어텍과의 몬수노 배틀에서 압승하지만 이후에는 이들의 계책에 담백하게 빠져들거나 알파와 엑스레이가 탭카거 의식에 나가 부재중을 맡았을 때는 브렌들과 게임에 흥겨워하는 등 색다른 일면을 가진다.

#### 이클립스 / Eklipse
코어를 노리는 지하 조직이미지 색상은 레드. 크립스를 필두로 몬수노의 힘 연구를 위해 몬수노를 빼돌리는 것을 시작으로 뒷사회적 활동을 실시한다.
에마뉘엘 클립스 박사 / Emmanuel Klipse
성우 - 이와사키 마사미 / 영어판 - 캠 클라크 / 한국어판 - 심정민
이클립스의 설립자(리더). 과학자이며 옛날에는 제레디와 공동으로 코어와 몬수노를 연구하던 시기도 있다. 그때부터 몬수노의 경이로운 힘에 매료돼 매드사이언티스트의 길을 선택했다. 현재는 이클립스가 만들어내는 블랙한 자금줄을 등에 업고 독자적으로 몬수노 연구를 계속한다. 몬수노의 지배를 목표로 하고 있으며 이를 위해서라면 다소의 희생도 마다하지 않는 성격. 자체 연구 성과인 휴먼몬수노 하이브리드의 완성이 임박했지만 코어텍의 방해로 모든 연구 성과가 모두 파괴되고 만다. 그러나 개발 중이던 몬수노 에너지가 공룡 화석과 융합함으로써 새로운 생물을 창출하게 된다.
허그레이브 / Hargrave
성우 - 나이토 료 / 영어판 - 커크 실버스틴 / 한국어판 - 김혜성
클립스 개인의 집사로서 그가 만들어낸 몬수노를 사용해 암약하는 남성. 거미발 같은 2개의 머신암을 등에 장착하고 있다.
휴리 / Dom Pyro
성우 - 시모자키 히로시 / 영어판 - 키스 실버스타인
클리푸스에 고용되어 있는 헌터. 존 말하자면 「돈만 지불하면 유괴든 죽이든 도급 받는 무엇이든 가게」. 오카마 어조로, 트랩과 목소리 흉내를 잘 내며, 고대 사원에서 스탠건으로 체이스들과 코어를 노린다. 체이스들에게 격퇴당한 뒤 체이스들에게 복수를 다짐하며 이들을 동상 컬렉션으로 만들려고 한다. 또 근처에 있던 쥐를 잡아 곁에 두고 있다. 마스터를 기절시킨 뒤 4구의 몬수노를 상대로 혼자 활동 한계까지 농락하는 등 싸움은 교활하다. 두 번째 시즌에서는 자신의 몬수노를 마이프리티 베이비라고 불렀지만 록으로 인해 킬러 자울러는 소멸되고 만다.
식스 / Six
성우 - 마스다 토시키
제2시즌부터 등장. 크립스가 만들어낸 식스 또는 No.6이라고 불리는 복제인간. 공손한 어조로 말하며 크립스를 아버지라고 부른다. 크립스의 명령을 거역할 수 없는 주박을 받고 있는 듯, 그것이 작용하면 왼쪽 눈이 붉게 빛나고 문장이 떠오른다. 크립스의 DNA에 체이스 유전자 배열을 접목시켰으며 겉모습은 크립스의 젊은 모습으로 그 스핀버틀러로서의 싸움은 체이스와 호흡이 맞을 정도로 닮았다. 체이스와는 초면에 친구라고 부를 정도로 터놓고 있고, 노아에게도 두 사람은 뜻이 연결돼 있다고 할 정도로 공감하다가 크립스의 조종을 받아 체이스와 싸우게 된다. 그 이전의 복제의 행방은 (생사를 포함해) 불명. 다만 No.1에서 No.5는 실패작으로 여겨지고 있으며, 특히 No.4 때는 뭔가 큰 사고를 일으켰다.

#### 다크 스핀 / Darkspin
메디아가 이끄는 배틀팀. 돈을 위해서라면 아무리 악랄한 범죄도 저지르는 일당. 자유 활동이기 때문에 일을 도급 받는 클라이언트는 복수 존재.
메디아 / Medea
성우 - 코쿠류 사치 / 영어판 - 카렌 스트라스먼 / 한국어판 - 문유정
다크 스핀의 여자 리더. 그녀 자신은 돈 이상으로 (그녀 자신을 위한) 자유와 배틀을 사랑하기 때문에 속박당하는 것을 무엇보다 싫어한다. 그 「자유」를 만끽하기 위해, S.T.O.R.M.이나 이클립스, 파이브 암스로부터도 일을 도급받는다. 체이스와는 직장에서 배틀했을 때 만난 것이 계기로, 지금은 체이스와의 배틀이 가장 마음에 든다. 그래서 체이스와 배틀할 수 있다는 이유로 코어테크 관련 일을 최우선시하는 것. 팀 내에서는 여왕처럼 행동한다. 뮤턴트 숲에서 코어텍과 대치하다 거대한 뮤턴트 꽃에 삼키기도 했지만 이후에도 별다른 일 없이 등장하고 있다.
앨런, 폭스, 굴 / Telegonus, Latinus, Argius
성우 - 카와하라 모토유키(알란), 코다마 타쿠야(폭스), 사사키 요시토(구루)
메디아의 부하. 망토를 걸친 뿌리 어두운 남자 앨런, 교활한 금발의 남자 폭스, 원어민계 남자 구글 등 3명.

#### 데저트 울프 / Desert Wolves
조커가 이끄는 수수께끼의 팀. 스핀버틀러로부터 코어를 탈취해 파괴, 몬수노 에너지를 입자로 환원하는 활동을 하고 있다.
조커 / One-eye'd Jack
성우 - 후지누마 켄토 / 영어판 - 커크 손턴
데저트 울프의 리더. 왼팔 왼쪽 다리가 의수의족으로 왼쪽 눈에 안대를 하고 있으며, 황우산을 든다. 과거에는 S.T.O.R.M. 병사였으나 탈리스 교수에 의해 뇌에 텔레파시를 증폭시키는 컨트롤 임플란트를 매립하여 몬수노의 생각을 알게 되었고, 결과 몬수노에게 자유를 준다고 광신하게 되었다. 그러기 위해서라면 인간 세계의 종말조차 바랄 정도다. 한번 록을 자신의 것으로 만들었지만 체이스와의 유대감 앞에 록의 허락을 벗어났다. 그래도 록을 포기하지 못하고 자꾸 체이스에 도전한다. 몬수노가 지구를 파괴하는 종언을 보여 감격했고, TV에도 생방송으로 출연해 국원들을 덮치게 함으로써 일반인들에게 몬수노의 존재를 알렸다. 두 번째 시즌에서는 몬수노 에너지의 폭발로 인한 토네이도를 발생시키는 데 성공했지만 체이스들에게 방해받고 S.T.O.R.M.에 체포되어 탈옥은 하지만 뇌 속의 임플란트를 이용당해 샤를마뉴의 꼭두각시가 되고 만다, 그 무렵에는 싸움에 싫증이 났지만 조종당해 마스터에이를 살해하고, 게다가 탈리스 교수에 의해 임플란트를 정지당했기 때문에 몬수노와의 교신도 할 수 없게 되어 그 상실감에 빠진다. 제2시즌 마지막회에서는 지오와 함께 시드의 라면집에 있었다.
지오 / Brother Pozo
성우 - 후루카와 마코토
조커의 부하망치를 들어 몬수노 코어를 파괴해 입자로 돌려보낸다.
베카 / Mute Woman
성우 - 이리에 카나코
조커의 부하척후역의 과묵한 여성지오가 그녀가 생각하는 것을 대변한다. 사실 마스터가 딸처럼 키운 여성이자 노아의 시누이. 마스터 에이 밑에서 수행을 하다가 몬수노 사이트를 얻을 수 없었고 비밀을 지키기 위해 결코 말을 하지 않는 조건으로 사원을 떠나 조커를 만났다. 또 베카가 처음 말했을 때는 지오도 놀라 그동안의 의사소통 수단은 불분명했다. 노아에게 자신에 대해 밝히기도, 마스터 가이가 사망한 뒤에는 심신상실된 조커와 함께 떠났다.

#### 포지 / Forge
제2시즌부터 등장. 탈리스 교수가 이끄는 수수께끼의 조직. 이미지 색상은 오렌지. 반기계와 융합한 듯한 몬수노를 많이 사용한다. 멤버들은 가슴에 수수께끼의 장치를 달고 있다. 「세계에 영원한 혼란을, 궁극의 파괴를」이 신조. 당초 정크야드에 랩을 두고 있었으나 코어테크와 스톰의 습격에 더해 파워웨이브 트랜스미터가 성과를 발휘하지 못함에 따라 자폭시키고 있다. 이후 거대한 거미 같은 이동랩을 완성하고 있었는데 이 역시 코어텍에 의해 폭파되고 있다.
샹들러 탈리스 교수 / Tallis
성우 - 아자키 모토무
포지의 보스. 몸이 사이보그화되어 있다. 제레디와는 스톰 시대에 같은 몬수노 연구를 하고 있었다. 샤를마뉴에게는 스톰 소속 당시 혹사당했던 것 같지만 지금도 아름답다고 할 정도로 마음이 있는 듯 팀 코어텍의 샤를마뉴 홀로그래프를 사용한 함정에도 담백하게 걸려 있다. 5개의 와일드 코어 폭탄을 강탈해 마을을 궤멸시키려 했으나 체이스의 활약으로 실패하고 있다.
드레즈 / Drezz
성우 - 코마타 하지메
포지의 전투팀인 펑크몽크/Punk Monks의 리더. 머리에 반다나를 감고 있다. 처음에는 팀 코어테크에 대한 제보자로 나타났으나 체이스들을 와일드 코어 폭탄 설치 장소로 유도해 본성을 드러낸다. 탈리스 교수에게 충성을 맹세하며 말을 듣지 않으려는 팅커를 주의하기도 했다. 사용하는 몬수노는 X-100, 트라이벌칸.
딩거, 스로틀, 라쳇
성우 - 아카자와 료타(딩커), 코바야시 유우(스로틀), 호시노 사야(라쳇)
펑크몽크 멤버. 신체 능력이 높은 남성 팅커, 몸집이 작은 갈색 여성 스로틀, 체격이 좋은 여성 래칫 등 3명.

#### 파이브 암즈 / The Hand Of Destiny
제2시즌부터 등장. 몬수노 에너지의 힘을 사용하는 수수께끼의 조직. 제레디 박사의 기술이 아닌 방법으로 만들어진 클론몬수노를 사용한다. 이미지 색상은 그린. 다섯 부족의 후계자를 자칭하고 체이스 포획을 목적으로 한다. 초록빛으로 빛나는 사이트의 샘물에 키퍼라고 불리는 자들을 담그면서 힘을 끌어내고 있다. 그들에게 키퍼는 스스로를 유지하기 위해 필요하지만 쓸데없는 소비를 좋아하지 않는다. 펜토큘러스를 구해 불사신의 몸을 얻는 것이 목적이었다.
패트로스 / Petro
성우 - 마츠야마 타카시
수수께끼의 조직 파이브 암즈의 리더. 체이스의 능력에 흥미를 가지고 있다. 몬수노 사이트를 가진 인간들로부터 에너지를 모아 불로불사하려 하지만 2시즌 마지막 회에서 마침내 완성된 하모니 웨이브로 인해 사이트의 샘이 붕괴, "나는 신이 되겠다"고 말하며 소멸했다.
다샤, 크리스토프, 아리스테어, 테스
성우 - 카이다 유키(다샤), 노사카 나오야(크리스토프), 야노 마사아키(아리스테어), 호시노 사야(테스)
파이브 암즈의 일원.
키퍼
파이브 암즈나 샘물에 힘을 공급하는 우주복 같은 것을 입고 있는 파이브 암스에게 유괴된 인간들. 그 중에는 체이스의 어머니인 소피아도 있다.

#### 기타
제레디 수노 박사 / Jeredy Suno
성우 - 후지와라 케이지 / 영어판 - 캠 클라크 / 한국어판 - 이원찬
체이스의 아버지. 코어 연구의 일인자였지만 어느 때부터 행방불명이 되었다. 코어텍 몬수노 몬스터는 노아를 제외하고 모두 그가 개발한 코어에서 태어났다. 몬수노는 그가 자신의 성을 따서 명명한 것이다. 실종 후 아지트에 숨어 살면서 몰래 애쉬와 연락을 주고받다가 체이스와 재회하면서 다시 헤어진다. 인류를 파멸로부터 보호하기 위해 몬수노를 섬멸시키는 몬수노 에너지 제어 실드(ME 실드) 장치를 애쉬를 사용해 설치하고 있었다. ME 실드의 스위치를 체이스에 맡기고 판단을 맡겼다. 2기에서는 전용열차 브레드랩을 이동기지로 하고 있으며 존 에이스 부활을 위한 연구도 하고 있으며 존 부활 후에는 브레드랩을 잠수함으로도 변형할 수 있도록 개조. 육지와 바다를 이동 범위로 하여 체이스들의 백업을 실시한다.
소피아 수노 / Mrs. Suno
성우 - 미오노 세이라
체이스 어머니. 체이스가 아기 때부터 이미 없었다. 그러나 체이스는 왠지 어머니의 무덤과 흰 가운을 걸친 어머니의 꿈(비전)을 꾸게 되고 체이스의 능력이 강해지면서 어머니의 모습을 종종 비전으로 꾸게 된다. 체이스는 어머니의 어깨 목걸이를 차고 있다. 후에 파이브 암즈의 골키퍼 중 한 명으로 되어 있는 것이 밝혀졌다. 제2시즌 마지막회에서 풀려나 체이스들과 재회를 한다.
퓨처 할머니 / Grandma Future
성우 - 오코히라 시즈카
온갖 정보망에 정통하다고 소문난 선글라스를 낀 노파. 언뜻 보기에 상냥한 노파를 연기하고 있었지만, 실은 체이스들의 몬수노를 빼앗기 위해 속이고 있었다.
미스터 블랙 / Mr. Black
성우 - 스도우 쇼
치아가 검은 것이 특징인, 지하 도시에서 몬수노를 싸우게 하고 있는 회원 클럽의 소유주. 어머니 퓨처 할머니와 공모해 제레디의 정보를 조건으로 체이스들에게 배틀 출전을 촉구한다.
라이티, 레프티 / Righty, Lefty
성우 - 후지누마 타케토(라이티), 후루카와 신(레프티)
미스터 블랙의 경비대. 조커들을 만났을 때 코어가 파괴된다.
마스터 에이 / Master Ey
성우 - 아카호시 쇼이치로
호랑이 사원에 있는 노아의 스승. 모든 것을 내다볼 수 있다고 여겨져 노아에게 코어를 주었다. 샤를마뉴에게 조종당한 조커에 의해 살해당한다.
벡터 경 / Bookman
성우 - 카와하라 모토유키
테밥 도서관의 책임자를 자칭하는 남자. 그러나 노아들이 관리하던 도서관을 탈취해 체이스들을 속여 몬수노를 수집하려 하고 있었다. 일본어 번역으로는 나고야 사투리로 말한다. 추격자들이 다시 방문했을 때 록 폭주로 도서관은 자폭하고 만다.
시드 / Sid
성우 - 스도오 쇼오
롤랜즈의 라면집. 사사건건 몬수노 배틀에 휘말려 장사에 방해를 받고 있다. 제2시즌에 등장했을 때도 몬수노 배틀을 하지 말라고 못박았다. 몬수노 사이트를 가지고 있는 것이 제2시즌 최종회에서 판명되었다.
돈 마스터 / Dawnmaster
성우 - 미카미 이치로
가면을 쓴 마스터 가오리 사자. 테밥 도서관의 책과 코어를 탈환하기 위해 보내졌다. 처음에는 체이스들도 벡터 경의 하수인으로 여겨 도서관에 숨겨진 책을 빼앗고 가벼운 몸놀림으로 체이스들을 농락했지만 화해한 뒤 붙잡힌 체이스 구출에도 협조했다. 마스터 가오리( エイ マスター で)를 만나기 전에는 도둑이었다. 지금도 손버릇이 낫지 않은 것 같다.
드루그 / Digby Droog
성우 - 츠다 에이스케
피서지 웨스트워드 시티에서 만난 장신 남자. 몬수노조차 압도하는 강력한 총을 갖는다. 제레디와 같은 대학 선배에 해당한다. 수수께끼의 뜻을 갖고 체이스에게 꿈의 목소리를 들으라고 조언, 한 달 뒤 다시 만나겠다고 약속한다. 사실 외계인이며 과거 자신의 별·행성 안타레스를 가족끼리도 멸망시킨 몬수노 에너지에 대해 증오의 감정을 품고 있고, 브레드랩에 해킹을 해 ME 쉴드에 관한 데이터를 탈취해 모든 몬수노를 지우려 했지만 체이스들에게 막힌다.
너
목소리 - 코바야시 유우 제2시즌부터 등장. 12세의 소녀로 몬수노 사이트를 갖는 것으로부터 파이브 암즈의 표적이 되고 있었다. 그 힘으로 체이스는 그녀 또한 다섯 부족의 후계자일 것이라고 추측했다. 돈 마스터나 체이스 등을 만나기 전까지는 몬수노의 존재조차 몰랐지만 체이스가 소환한 이보를 자유자재로 조종할 만한 능력을 보인다. 그 후 돈 마스터와 행동을 같이한다.

### 몬수노 몬스터
스핀버틀러가 코어를 스핀시키면서 나타나는 거대한 괴물들의 총칭. 단순히 몬수노라고도 불린다. 스핀 고로 출현시켜 리턴 아웃으로 코어로 되돌린다. 출현은 약 8분간의 리미트가 있어, 그때로 돌아가야 할 코어가 없으면 몬수노는 몸을 유지할 수 없게 되어 버린다. 또 과도한 피해를 받아 라이프가 없어지면 자동으로 리턴 아웃된다.

#### 코어테크코어(청속성)
제레디가 개발한 코어에서 출현하는 몬수노. 노아의 예언에 있는 5명에게 전달된다.
잠금 / Lock
곰의 모습을 한 체이스의 몬수노. 록이라는 이름은 체이스가 아버지에게 자주 듣던 '모든 열쇠에 자물쇠 하나'라는 말에서 명명한 것.
체이스와 함께 적 몬수노들과의 배틀을 벌이는 가운데 로크 자신도 전투력을 높이고 성장해 나간다.
록 Ver.2 / Lock Ver.2
록과 이보가 융합된 몬수노.
이보/Evo
새의 모습을 한 체이스의 두 번째 몬수노. 스트라이크 런처와 함께 아버지가 맡겼다.
나이트 재칼 / Nightstone
자칼의 모습을 한 체이스의 세 번째 몬수노. 스트라이크 글러브와 함께 애쉬가 맡겼다.
바리온 / Babbeon
원숭이의 모습을 한 체이스의 네 번째 몬수노. 제레디가 들고 있던 것을 한 차례 S.T.O.R.M.에게 빼앗겼다가 탈환한 뒤 건네졌다.
딥식스/Deepsix
제2시즌부터 등장. 발이 있는 상어 모습을 한 체이스의 몬수노. 록에 이어 많이 사용된다.
배터리 램
제2시즌부터 등장. 황소의 모습을 한 체이스 몬수노.
퀵포스 / Quickforce
날개를 가진 임팔라의 모습을 한 브렌의 몬수노. S.T.O.R.M.의 실험으로 구속되어 있던 곳을 체이스들에게 구원을 받는다.
두 번째 시즌에서 브렌들을 와일드 코어 폭탄으로부터 구하기 위해 소멸한다.
네오퀵포스 / Neo-Quickforce
제2시즌부터 등장. 퀵포스를 잃은 브렌에게 제레디 박사가 퀵포스의 가까운 코어를 만들어 준 몬수노.
롱펀구 / Longfang
호랑이의 모습을 한 브렌의 두 번째 몬수노. 애쉬가 S.T.O.R.M.으로부터 속아 넘어간 에너지에서 태어난 몬수노의 한 구.
쉘샷/Shellshot
제2시즌부터 등장. 거북이의 모습을 한 브렌의 몬수노.
차저/Charger
갑옷을 두른 헤라디카의 모습을 한 비키 몬수노. 미스터 블랙의 클럽 상품으로 장식되어 있던 에너지에서 태어났다.
휘퍼 / Whipper
엘리마키 도마뱀의 모습을 한 비키의 두 번째 몬수노. 애쉬가 맡겼다.
스카이폴 / Skyfall
제2시즌부터 등장. 작은 새 모습을 한 비키 몬수노.
글로브레이드/Glowblade
이무사의 모습을 한 노아의 몬수노.
악스블레이드/Arachnablade
거미의 모습을 한 노아의 두 번째 몬수노. 애쉬가 맡겼다. 크리스탈 모양의 발로 공격하다.
미스티 블레이드/Mysticblade
제2시즌부터 등장. 케차르코아토르의 모습을 한 노아의 몬수노.
에어 스위치/Airswitch
가루다의 모습을 한 애쉬의 몬수노. 빠른 순간 이동을 할 수 있다.
부스트 사벨 / Boost
늑대의 모습을 한 애쉬의 두 번째 몬수노. 빠른 움직임으로 여러 개의 잔상을 만들어낼 수도 있다.
바이 오브 레이즈 / Bioblaze
우스바카게로우의 모습을 한 애쉬의 세 번째 몬수노.
기어랜드 / Clubber
제2시즌부터 등장. 버팔로의 모습을 한 애쉬의 몬수노.
스카이 레퍼드/Cheeclaw
날개를 가진 표범의 모습을 한 돈 마스터 몬수노.
예언의 5명 이외에서는 처음으로 코어 테크 코어를 사용하고 있다.
바이오헬브레이커, 바이오트윈스팅, 바이오킬러자울러, 바이오디마이즈, 바이오베이오넷, 바이오클리퍼
바이오베놈터빈, 바이오X-100
바이오코어로 소환한 카피몬수노. 푸른 모습을 하고 있으며 오리지널과 같은 능력을 가진다.

#### S.T.O.R.M. 코어 (황속성)
제레디의 핵심 연구를 바탕으로 주로 S.T.O.R.M.이 병사들에게 공급하는 몬수노. 전투적인 모습을 한 몬수노가 많다.
스카이사이트/Skysite
휴들러의 모습을 한 S.T.O.R.M.의 몬수노. 상공에서 광선을 쏘는 것 외에 급강하하여 적을 잡을 수도 있다.
크로스볼트/Crossbolt
긴 송곳니를 가진 짐승의 모습을 한 S.T.O.R.M. 몬수노.
소닉버드 / Blackbullet
꼬리가 검이 된 새의 모습을 한 존의 몬수노. 존의 이반 후에는 샤를마뉴가 사용.
골드혼/Goldhorn
토끼의 모습을 한 존의 두 번째 몬수노. 존의 이반 후에는 트레이나 스톰 엘리트가 사용.
헤비팬처 / Riccoshot
장수풍뎅이의 모습을 한 트레이의 몬수노. 몸을 금빛으로 함으로써 적의 공격을 되받아친다.
비포네이드/Airchopper
지느러미 모양의 날개를 가진 새의 모습을 한 트레이의 두 번째 몬수노.
길리노이드/Venomeleon
카멜레온의 모습을 한 트레이의 세 번째 몬수노.
클리퍼/Clipper
제2시즌부터 등장. 군계의 모습을 한 트레이 몬수노.
베이오넷 / Bayonet
제2시즌부터 등장. 코에도 뿔을 가진 황소의 모습을 한 트레이 몬수노.
킹브레이드/Driftblade
사자의 모습을 한 샤를마뉴의 몬수노.
킹 블레이드 Ver.2 / Driftblade Ver.2
킹브레이드와 소닉버드가 융합된 몬수노.
하이드로소드/Hydro
슈목상어 머리를 가진 짐승의 모습을 한 S.T.O.R.M.의 몬수노.
크로스 와이어/Tripwire
제2시즌부터 등장. 여우의 모습을 한 알파 몬수노. 꼬리에 숨겨진 와이어를 자유자재로 조종한다.
윙트레이스, 메탈건너, 브로케이드, 데드폴/Warwing, Ironjaw, Blockade, Deadfall
제2시즌부터 등장. 킬로, 탱고, 엑스레이, 브라보의 몬수노. 타브카가 의식에서는 알파가 데드폴과 메탈 건너를 사용했다.

#### 이클립스코어(빨간속성)
클립스가 개발한 코어에서 출현하는 몬수노. 비교적 이형의 모습을 한 몬수노가 많다. 또 널리 암매매되고 있어 다크스핀이나 디저트울프 등 이클립스와는 직접 관련이 없는 팀이 소유하고 있다.
스파이크 웜/Spikelash
미스터 블랙의 몬수노. 입에서 산을 토해 공격한다.
헌터클로, 마그마다일/Snapclaw, Firewalker
라이티, 레프티 몬수노.
윙바이퍼/Poisonwing
메디아 몬수노. 상대를 씹음으로써 독을 보낸다.
독시클로 / Toxiclaw
메디아(Media)의 2체 몬수노. 자신의 팔톱을 날리거나 가슴에서 빔을 내는 공격을 한다.
드래곤 울프/Dragonwolf
제2시즌부터 등장. 메디아 몬수노.
나이트 스파이크, 울펜밧, 가니메데 / Spikebat, Spiderwolf, Moonfire
앨런, 폭스, 구르의 몬수노.
레드스피어, 나이트로더, 매시브뱅커/Goldspear, Daster, Thunderhoof
제2시즌부터 등장. 앨런, 폭스, 구르의 몬수노.
델타하운드/Librax
벡터 경의 몬수노.
헬브레이커/Backslash
인랑의 모습을 한 클리푸스의 몬수노. 포효만으로 주위를 뒤흔드는 순간 이동도 가능.
헬브레이커 Ver.2 / Backslash Ver.2
헬브레이커와 섀도호넷이 융합된 몬수노.
섀도우호넷/Shadowhornet
헤이글레이브의 몬수노.
플레임초퍼/Firewasp
헤이글레이브의 두 번째 몬수노.
트윈스팅/Twinsting
제2시즌부터 등장. 헤이글레이브의 세 번째 몬수노.
킬러 더울러/Dragonburn
휴리의 몬수노. 제2 시즌의 50화에서 누출된 몬수노 에너지를 건드려 소멸했다.
메테오 스트라이커/Freedomstriker
조커 몬수노. 다만 조커는 자신의 것이 아니라 자유롭게 움직일 수 있다고 말한다.
베오플턴, 스팅웜/Sizzler, Stingapede
베카, 지오 몬수노.
데미즈 / Demise
제2시즌부터 등장. 식스가 크립스에게 생일 선물로 준 몬수노.

#### 포지 코어(주황 속성)
제2시즌부터 등장. 탈리스 교수가 개발한 메카와 몬수노의 하이브리드 사이보그 몬수노.
X-100(엑스백)
사이보그 호랑이 모습을 한 드레즈의 몬수노.
트라이벌컨/Afterburn
사이보그 삼두룡의 모습을 한 드레즈의 두 번째 몬수노.
바이오하운드
드레즈의 두 번째 몬수노.
바이스그립/Vicegrip
사이보그 오징어의 모습을 한 팅커 몬수노.
리벳 클로즈
사이보그 전갈의 모습을 한 팅커의 두 번째 몬수노.
액타이온/Staticjolt
사이보그 사슴의 모습을 한 스로틀의 몬수노.
솜쇼크
사이보그 말벌의 모습을 한 스로틀의 두 번째 몬수노.
베놈터빈/Turbine
사이보그 도롱뇽의 모습을 한 라쳇 몬수노.
립소 / Ripsaw
사이보그 사마귀의 모습을 한 라쳇의 두 번째 몬수노.
섀도우 클로
탈리스 교수 몬수노.

#### 파이브 암스코어(녹색속성)
제2시즌부터 등장. 클론몬수노. 스핀시켰을 때 검은색 아우라가 방출된다.
클론락/Shifter Lock
녹색으로 빛나는 록과 같은 모습, 능력을 가진 몬수노.
클론미스티 블레이드/Shifter Mysticblade
초록빛으로 빛나는 미스티브레이드와 같은 모습, 능력을 지닌 몬수노.
클론기어랜드/Shifter Clubber
녹색으로 빛나는 기어랜드와 같은 모습, 능력을 지닌 몬수노.
클론 네오퀵포스/Shifter Neo-Quickforce
초록빛으로 빛나는 네오퀵포스와 같은 모습, 능력을 가진 몬수노.
클론이보/Shifter Evo
녹색으로 빛나는 이보와 같은 모습, 능력을 가진 몬수노.
클론차저/Shifter Charger
녹색으로 빛나는 충전기와 같은 모습, 능력을 가진 몬수노.

### 용어
와일드 코어
몬수노 코어 내부에 막힌 몬수노 에너지 덩어리로 회전만 해도 주위에 폭풍이 일어날 정도로 강력하다.
이를 강화한 '와일드 코어 폭탄'을 S.T.O.R.M.이 소유하고 있다가 포지에 강탈당한다. 와일드 코어 폭탄은 작은 코어 크기로 거리 하나를 소멸할 정도의 위력을 지녀 대형화하면 더욱 파괴력이 커진다. 부팅까지 5분 걸린다.
섀도 이펙트
몬수노 에너지에 의해 일어나는 현상. 몬수노를 강화시키되 소환자를 무시하고 폭주하고 만다.
몬수노 사이트
비전이라고도 불리는 노아나 체이스가 꾸는 예지몽 같은 것. 특히 체이스는 어머니와 관련된 비전을 꾼다.
린치핀
록에 대해 불리는 명칭. 제레디가 스핀버틀러와 강하게 연결될 수 있도록 잠금장치(lock)에 체이스의 DNA를 끼워 넣었고, 그것이 록과 체이스의 린치핀(유대)이 아닐까 보고 있다. 또 크립스는 린치핀이 있으면 모든 몬수노를 지배할 수 있다고 생각한다.
몬수노 주파수
제레디 수노 박사가 빅보드를 완성하기 위해 필요한 몬수노 코어의 주파수. 최적의 주파수를 특정할 수 있다면 몬수노 에너지가 지구 중심에 닿는 것을 막을 수 있다.
스트라이크 기어
몬수노용 파워업 부품. 통상은 장대로 「액티베이트」로 거대화해 몬수노의 등에 장착한다. 파워가 크게 강화되는 반면 에너지 소비도 심하다.
과거 제레디와 크립스가 스톰으로 설계하던 것으로 개발은 중단됐지만 크립스가 완성한다. 그 설계도는 스톰과 포지에도 고가에 팔고, 또 제레디도 완전판을 완성시킨다. 또 다크 스핀도 경위는 불분명하지만 입수하고 있다.
브레드랩 (몬수노 익스프레스)
제2시즌부터 제레디 수노 박사가 이동기지로 삼고 있는 5량짜리 전용열차. 등장 초기에는 몬수노 익스프레스라고 불렸다. 최신 스텔스 기능으로 탐지 불가능. 재조합 변형으로 잠수함으로도 사용 가능하며, 하늘을 더 비행할 수도 있다.
클론시프터/Shifter
파이브 암즈의 몬수노. 단독으로 출현하지 않고 코어끼리 부딪히거나 이미 스핀아웃한 몬수노에 부딪힘으로써 코어가 데이터를 읽고 대상과 같은 모습의 몬수노가 나타난다.
데이터를 읽은 몬수노와 같은 강도와 기술을 가지고 클론 몬수노를 소환할 수 있다.
바이오코어
클론시프터를 바탕으로 제레디 수노 박사가 개발한 코어로 똑같이 클론몬수노를 소환할 수 있다. 오리지널과 동등한 능력을 갖지만 상대가 스트라이크 기어를 장착하면 불리해진다.
펜토큘러스
파이브 암스가 원하는 장치. 5개의 조각으로 이루어져 있으며, 1개는 고대 도시 하노즈로 팀 코어텍이 입수, 3개는 스톰이 소지하고 있었지만 스톰의 밑에는 1개밖에 없어 크립스와 탈리스에게 1개씩 대여되어 있었다. 마지막 하나는 어머니가 맡긴 체이스 펜던트였다. 강한 몬수노 사이트를 가진 것을 나타내지만 에너지로 직접 연결되어 몬수노 에너지를 자유자재로 제어할 수 있는 지구상의 몬수노 사이트를 가진 모든 인간으로부터 에너지를 흡수할 수 있는 커뮤니케이터였다.
리볼버
몬수노를 일시적으로 코어로부터 보관할 수 있는 장치.

### 스터프
- 기획·원안 - Pacific Animation Partners LLC
- 감독 - 오쿠무라 요시아키
- 시리즈 구성 - Michael Ryan
- 캐릭터 디자인 - 하야시 유이치로
- 총 작화감독 - 이와사 토모코, 야마가타 코지 (제12화 - 제52화), 코누마 카츠스케 (제12화)
- 몬스터 디자인 - DESIGNMATE
- 애니메이션 몬스터 디자인 - 히라야마 타카아키(제1시즌), 오오쿠라 마사히코(제2시즌)
- 몬스터 작화 감독 - 오오쿠라 마사히코 (제1화 - 제9화, 제11화 - 제52화), 카토 히로토 (제1화 - 제9화), 쿠도 마사아키 (제10화, 제17화 - 제52화)
- 메카 프롭 디자인 - 모리키 야스야스
- 미술감독 - 이케다 시게미 (제1시즌) → 하네 히로슈 (제2시즌)
- 미술 설정 - 이케다 시게미 · 오쿠보 슈이치 (제1시즌) → 마츠야마 요이치 (제2시즌)
- 색채설계 - 이마무라 나오야
- CG 디렉터 - 니시이리 토시오
- 촬영감독 - 세리자와 나오키
- 편집 - 사카모토 마사키
- 슈퍼바이저 - 히라오카 리스케, 엔도 마사키
- 프로듀서 - 나라 하츠오 → 사사키 료, 키노시타 아리시
- 어시스턴트 프로듀서 - 이나카가타 준이치
- 애니메이션 제작 - 럭스 엔터테인먼트
- 제작 - TV 도쿄, 덴쓰

#### 오리지널판 제작진
- Executive Producers - Stephen Berman, Yuma Sakata(사카타 유우마), 틀:가링크, 마크 해링턴
- Produced by - Jared Wolfson, Yukio Kusumoto
- Producers - Chapman Maddox, Michael Ryan(제2시즌)
- Associate Producers - Jon Hudson, Yuichi Kinoshita
- Assisitant Producers(제2시즌) - Jeremy Adams, Yurika Araki Dennis, Christopher Colangelo
- Consulting Producers - Dominic Laurienzo, Shintaro Kogake
- Developed for TV by - Man of Action, Yukio Kusumoto, Jared Wolfson, Jon Hudson
- Creative Consulting - JMP CREATIVE
- Created by - Jeremy Padawer, Jared Wolfson
- Translation / Script Supervisor - Yurika Araki Dennis
- Music - Michael Tavera
- Sound Designer - Rob McIntyre
- Sound Effects Editors - Marc Schmidt, Matt Hall, Jessey Drake(제2시즌), Ian Nyeste(제2시즌)
- Picture/Online Editor - Tim Iverson
- Production - DENTSU TEC INC.
  - Exective Producer - 무토오 히로아키
  - Supervising Producer - 오사키 토오루
  - Producer - 데자와 아키라
  - Associate Producer - 야나기다 노리키
- Animation Prodution - LARX ENTERTAINMENT
- Animation Producer - 미야자키 유우지
- Produced by - PACIFIC ANIMATION PARTNERS LLC, DENTSU ENTERTAINMENT USA, JAKKS ENTERTAINMENT

#### 일본판 제작진
- 어시스턴트 프로듀서 - 이토 신타로
- 음향 연출 - 마츠오카 히로키
- 음향 연출 조수 - 모리시타 히로토
- 녹음 스튜디오 - 쓰리에스 스튜디오
- 음향 제작 - 쿄오온
- 일본판 담당 - 무라타케 야스노리
- 일본판 제작 프로덕션 - 덴쓰 테크

### 주재가
레이블은 모두 랜티스.
오프닝 테마
「MONSUNO!」(제1화 - 제26화)
작사 - 하라다 켄타 / 작곡 - 테라조노 켄지 / 편곡 · 노래 - Rey
「SPINGO!」(제27화 - 52화)
작사 - 하라다 켄타 / 작곡 - 테라조노 켄지 / 편곡 · 노래 - Rey
엔딩 테마
「열정 ELEMENT」(제1화 - 제26화)
작사 - 고다마 사오리 / 작곡·편곡 - 카와다 타카오 / 노래 - SV TRIBE (미사토 아키, 키타사에 히로시, 엔도 마사아키)
「같은 세상에서」(제27화 - 제52화)
작사 - 하라다 켄타 / 작곡 - 테라조노 켄지 / 편곡 · 노래 - Rey

### 각 이야기 목록
| 화수    | 서브타이틀         | 영제           | 각본                           | 콘티                                                    | 연출                                | 작화 감독                                                                                                | 방송일          |
| 제1시즌 | 제1시즌            | 제1시즌        | 제1시즌                        | 제1시즌                                                 | 제1시즌                             | 제1시즌                                                                                                  | 제1시즌         |
| ------- | ------------------ | -------------- | ------------------------------ | ------------------------------------------------------- | ----------------------------------- | --- | --------------- |
| 제1화   | 잠금! (열쇠)       | "Clash"        | Michael Ryan                   | 오쿠무라 요시아키                                       | 카와니시 타이지                     | 이와사 토모코                                                                                            | 2012년 10월 3일 |
| 제2화   | 용기               | "Courage"      | Benjamin Townsend              | 오쿠무라 요시아키                                       | 오오노 카즈토시                     | 이사 히데오                                                                                              | 10월 10일       |
| 제3화   | 지하 세계          | "Underground"  | Caroline Farah                 | 오쿠무라 요시아키 호소카와 히데키                       | 하시구치 요오스케                   | 카도 토모아키                                                                                            | 10월 17일       |
| 제4화   | 함정(트랩)         | "Wicked"       | Rob David                      | 스즈키 유키 오쿠무라 요시아키                           | 안도 켄                             | 마츠오카 켄지                                                                                            | 10월 24일       |
| 제5화   | 이상한 소년        | "Knowledge"    | Mark Hoffmeier                 | 코가와 유우켄                                           | 스즈키 타쿠오                       | 코가와 유우켄                                                                                            | 10월 31일       |
| 제6화   | 돌파               | "Breakthrough" | Rob David                      | 스즈키 요시나리                                         | 스즈키 요시나리                     | 유키노 코오지 타나카 요오                                                                                | 11월 7일        |
| 제7화   | 애쉬 등장          | "R.S.V.P."     | Benjamin Townsend              | 나스카와 미츠루                                         | 나스카와 미츠루                     | 나스카와 미츠루 이와마 유우코                                                                            | 11월 14일       |
| 제8화   | 아버지와의 재회    | "Appleseeds"   | Caroline Farah                 | 니시자와 신                                             | 노마타 노리유키                     | 소마 미츠루                                                                                              | 11월 21일       |
| 제9화   | 와일드 코어        | "Eye"          | Jeremy Adama                   | 와타나베 마사키                                         | 카와니시 타이지                     | 오가와 이치로오                                                                                          | 11월 28일       |
| 제10화  | STORM(스톰)        | "Deceit"       | Mark Hoffmeier                 | 타카하시 나리요 코치나노 쿠니히로 미치오쿠무라 요시아키 | 나카토 모히토                       | 시마 치조오, 츠다 타카시 카타오카 이사쿠                                                                 | 12월 5일        |
| 제11화  | 신뢰               | "Trust"        | Caroline Farah                 | 후쿠토미 히로시                                         | 하시구치 요오스케                   | 야마가타 코오지 나카노 케이야                                                                            | 12월 12일       |
| 제12화  | 몬수노 헌터        | "Hunted"       | Benjamin Townsend              | 스즈키 요시나리 테라다 카즈오                           | 스즈키 요시나리                     | 카도 토모아키, 유키노 코오지 하기와라 미치루, 노모토 마사유키 코누마 카츠스케                            | 12월 19일       |
| 제13화  | 그림자             | "Shadow"       | Marty Isenberg                 | 오오하라 미노루                                         | 안도 켄                             | 마츠오카 켄지                                                                                            | 12월 26일       |
| 제14화  | 망설이는 자        | "Lost"         | Benjamin Townsend              | 테라다카즈오 오쿠무라요시아키                           | 노리노리유키 히지시타나오요시       | 오가와 이치로오, 노모토 마사유키 카츠이 쇼오시                                                           | 12월 26일       |
| 제15화  | 빛나다             | "Light"        | Jeremy Adams                   | 코가와 유우켄                                           | 스즈키 타쿠오                       | 코가와 유우켄                                                                                            | 2013년 1월 9일  |
| 제16화  | 유원지             | "Bright"       | Caroline Farah                 | 나스카와 미츠루                                         | 오쿠노 코오타                       | 이와오카 유우코                                                                                          | 1월 16일        |
| 제17화  | 리벤지             | "Trophies"     | Matthew Drdek                  | 하라 히로시 오쿠무라 요시아키                           | 카와니시 타이지                     | 코누마 카츠스케, 카도 토모아키 카나모리 마사루                                                           | 1월 23일        |
| 제18화  | 북쪽으로           | "Ice"          | Mark Banker                    | 스즈키 요시나리 테라다 카즈오                           | 스즈키 요시나리                     | 오가와 이치로오, 하기와라 미치루 코마츠 모모카, 노모토 마사유키                                          | 1월 30일        |
| 제19화  | 솟아나는 물        | "Wellspring"   | Benjamin Townsend Michael Ryan | 오오하라 미노루                                         | 나카 토모히토 마타노 히로미치       | 카타오카 이사쿠, 히라노 유이치 히가시데 후토시                                                           | 2월 6일         |
| 제20화  | 생명               | "Life"         | Caroline Farah                 | 와타나베 카츠토 테라다 카즈오                           | 히지시타 나오요시 하시구치 요오스케 | 노모토 마사유키, 카토오 히로토 유키노 코오지                                                             | 2월 13일        |
| 제21화  | 애쉬의 비밀        | "Failsafe"     | Caroline Farah                 | 시마즈 히로유키                                         | 미요시 마사토 카와쿠보 케이시       | 코누마 카츠스케, 혼다 미유키 마츠오카 켄지                                                               | 2월 20일        |
| 제22화  | 아빠랑 자식이랑... | "Remembrance"  | Matthew Drdek                  | 코가와 유우켄                                           | 마타노 히로미치 사토 오카즈마       | 코가와 유우켄                                                                                            | 2월 27일        |
| 제23화  | 거대 전함          | "Assault"      | Mark Banker                    | 오오하라 미노루                                         | 노마타 노리유키 히지시타 나오요시   | 오가와 이치로오, 노모토 마사유키 미나미 신이치로                                                         | 3월 6일         |
| 제24화  | 몬스터             | "Monster"      | Matthew Drdek                  | 오쿠무라 요시아키                                       | 하시구치 요오스케 오쿠노 코오타     | 유키노 코오지, 코누마 카츠스케 카토오 히로토, 후쿠시마 도요아키                                          | 3월 13일        |
| 제25화  | 크립스와의 싸움    | "Endgame"      | Caroline Farah                 | 테라다 카즈오 나카무라 테츠하루                         | 스즈키 요시나리                     | 야스카 타카키 모리야마 유우지                                                                            | 3월 20일        |
| 제26화  | 내일로             | "Rising"       | Caroline Farah Michael Ryan    | 오쿠무라 요시아키 카와니시 타이지                       | 카와니시 타이지 마타노 히로미치     | 마츠오카 켄지, 코치나노 쿠니히로미치 히가시데 후토시, 코마츠 모모카                                      | 3월 27일        |
| 제2시즌 |                    |                |                                |                                                         |                                     | |                 |
| 제27화  | 기계투성이 오렌지  | "Flash"        | Caroline Farah Michael Ryan    | 오쿠무라 요시아키                                       | 카와니시 타이지                     | 모리야마 유우지                                                                                          | 4월 3일         |
| 제28화  | 록 돌입            | "Bang"         | Michael Ryan                   | 오오하라 미노루                                         | 하시구치 요오스케                   | 코우노 코오지 히가시데 타                                                                                | 4월 10일        |
| 제29화  | 뮤턴트 숲          | "Mysterious"   | Thomas Krajewski               | 테라다 카즈오                                           | 사토오 카즈마                       | 오누마 카츠스케 노모토 마사유키                                                                          | 4월 17일        |
| 제30화  | 스트라이크 포스    | "Antithesis"   | Benjamin Townsend              | 타도코로 오사무                                         | 카와쿠보 케이시                     | 마츠오카 켄지                                                                                            | 4월 24일        |
| 제31화  | 인연               | "Kidnapped"    | Emie Altbacker                 | 나카무라 테츠하루                                       | 마타노 히로미치                     | 히구치 히로미, 히로세 토모히토 모리야마 유지, 히가시 데타 고마쓰 모모카, 하기와라 미치루 키시카와 아사미 | 5월 1일         |
| 제32화  | 6(식스)            | "6"            | Benjamin Townsend              | 오오하라 미노루                                         | 히시타 나오요시                     | 노모토 마사유키                                                                                          | 5월 8일         |
| 제33화  | 시련의 때          | "Mirrors"      | Thomas Krajewski               | 오쿠무라 요시아키                                       | 카와니시 타이지                     | 야마우치 아키 코우노 코오지                                                                              | 5월 15일        |
| 제34화  | 린치핀             | "Lynchpin"     | Emie Altbacker                 | 테라다 카즈오                                           | 하시구치 요오스케                   | 오누마 카츠스케 모리야마 유우지                                                                          | 5월 22일        |
| 제35화  | 클론 시프터        | "Insight"      | Thomas Krajewski               | 오오하라 미노루                                         | 마타노 히로미치                     | 모리야마 유지, 키시카와 아사미 토키야 요시노리, 킨 히츠야스시                                            | 5월 29일        |
| 제36화  | 맹렬한 회오리      | "Tornado"      | Benjamin Townsend              | 나카무라 테츠하루                                       | 카와쿠보 케이시                     | 마츠오카 켄지                                                                                            | 6월 5일         |
| 제37화  | 타브카거 기사      | "Knights"      | Benjamin Townsend              | 사토오 카즈마                                           | 사토오 카즈마                       | 오누마 카츠스케, 키시카와 마미 무라카미 나오키                                                           | 6월 12일        |
| 제38화  | 너의 이름은?       | "Protect"      | Jennifer Moro                  | 도자가 겐                                               | 히시타 나오요시                     | 노모토 마사유키                                                                                          | 6월 19일        |
| 제39화  | 정크야드           | "Power"        | Thomas Krajewski               | 오오하라 미노루                                         | 카와니시 타이지                     | 코우노 코오지 모리야마 유우지                                                                            | 6월 26일        |
| 제40화  | 스트라이크 기어    | "Extras"       | Thomas Krajewski               | 오오하라 미노루                                         | 하시구치 요오스케                   | 오가와 이치로오 킨 히츠야스시                                                                            | 7월 3일         |
| 제41화  | 베카 자장가        | "Peace"        | Benjamin Townsend              | 테라다 카즈오                                           | 츠치야 야스오                       | 미야카와 유카리, 이카이 카즈유키 나카지마 미코, 오누마 카츠스케                                          | 7월 10일        |
| 제42화  | 추적               | "Train"        | Thomas Krajewski               | 도자가 겐                                               | 사토오 카즈마                       | 모리야마 유우지 야나세 유우유키                                                                          | 7월 17일        |
| 제43화  | 배틀 아레나        | "Combat"       | Jeremy Adama                   | 타도코로 오사무                                         | 카와쿠보 케이시                     | 마츠오카 켄지                                                                                            | 7월 24일        |
| 제44화  | 개구리 왕자        | "Frenemies"    | Benjamin Townsend              | 마타노 히로미치                                         | 마타노 히로미치                     | 노모토 마사유키                                                                                          | 7월 31일        |
| 제45화  | 펄스               | "Pulse"        | Thomas Krajewski               | 오오하라 미노루                                         | 카와니시 타이지                     | 코우노 코오지 모리야마 유우지                                                                            | 8월 7일         |
| 제46화  | 드루그             | "Hate"         | Michael Ryan                   | 나카무라 테츠하루                                       | 하시구치 요오스케                   | 오가와 이치로 오누마 카츠스케                                                                            | 8월 14일        |
| 제47화  | 다섯 부족의 비보   | "Discovery"    | Benjamin Townsend              | 테라다 카즈오                                           | 츠치야 야스오                       | 후루이케 토시야, 이카이 카즈유키 카네코 히데타카                                                         | 8월 21일        |
| 제48화  | 쌘 비구름          | "Thunderhead"  | Thomas Krajewski               | 오오하라 미노루                                         | 사토오 카즈마                       | 모리야마 유우지 아오이 키요토시                                                                          | 8월 28일        |
| 제49화  | 탈리스의 사랑      | "Mayhem"       | Jeremy Adama                   | 타도코로 오사무                                         | 카와쿠보 케이시                     | 마츠오카 켄지                                                                                            | 9월 4일         |
| 제50화  | 펜트큘러스         | "Pentoculus"   | Benjamin Townsend              | 도자가 겐                                               | 히시타 나오요시                     | 노모토 마사유키                                                                                          | 9월 11일        |
| 제51화  | 더 리볼버          | "Massive"      | Michael Ryan                   | 오오하라 미노루                                         | 마타노 히로미치                     | 오누마 카츠스케 오가와 이치로오                                                                          | 9월 18일        |
| 제52화  | 결전 후에          | "Victory"      | Michael Ryan                   | 오쿠무라 요시아키                                       | 하시구치 요오스케                   | 모리야마 유우지 코우노 코오지                                                                            | 9월 25일        |

제3시즌
일본 미방송. 2014년 7월 1일에 Hulu에서 전편 전달.
| 화수 | 서브타이틀        |
| ---- | ----------------- |
| 53   | "Evolve (Part 1)" |
| 54   | "Evolve (Part 2)" |
| 55   | "POV"             |
| 56   | "Temple"          |
| 57   | "Haunting"        |
| 58   | "Spin"            |
| 59   | "Go"              |
| 60   | "Test"            |
| 61   | "Pet"             |
| 62   | "Babysitting"     |
| 63   | "Space"           |
| 64   | "Bros"            |
| 65   | "Ceasefire"       |

### 방송국
| 방송 지역           | 방송국          | 방송 기간                           | 방송 일시          | 방송 계열            | 비고                |
| ------------------- | --------------- | ----------------------------------- | ------------------ | -------------------- | ------------------- |
| 관동 광역권         | TV 도쿄         | 2012년 10월 3일 - 2013년 9월 25일   | 수요일 18:00-18:30 | TV 도쿄 계열         | 제작국 자막 방송    |
| 홋카이도            | TV 홋카이도     | 2012년 10월 3일 - 2013년 9월 25일   | 수요일 18:00-18:30 | TV 도쿄 계열         | 동시 네트 자막 방송 |
| 아이치현            | TV 아이치       | 2012년 10월 3일 - 2013년 9월 25일   | 수요일 18:00-18:30 | TV 도쿄 계열         | 동시 네트 자막 방송 |
| 오사카부            | TV 오사카       | 2012년 10월 3일 - 2013년 9월 25일   | 수요일 18:00-18:30 | TV 도쿄 계열         | 동시 네트 자막 방송 |
| 오카야마현·카가와현 | TV 세토우치     | 2012년 10월 3일 - 2013년 9월 25일   | 수요일 18:00-18:30 | TV 도쿄 계열         | 동시 네트 자막 방송 |
| 후쿠오카현          | TVQ 규슈 방송   | 2012년 10월 3일 - 2013년 9월 25일   | 수요일 18:00-18:30 | TV 도쿄 계열         | 동시 네트 자막 방송 |
| 일본 전역           | 니코니코 채널   | 2012년 10월 3일 - 2013년 9월 25일   | 수요일 18:30 갱신  | 인터넷 전송          |                     |
| 일본 전역           | 텔레비전 도갓치 | 2012년 10월 3일 - 2013년 9월 25일   | 수요일 18:30 갱신  | 인터넷 전송          |                     |
| 일본 전역           | 반다이 채널     | 2012년 10월 3일 - 2013년 9월 25일   | 수요일 19:00 갱신  | 인터넷 전송          |                     |
| 일본 전역           | GYAO!           | 2012년 10월 4일 - 2013년 9월 26일   | 목요일 갱신        | 인터넷 전송          |                     |
| 일본 전역           | ShowTime        | 2012년 10월 5일 - 2013년 9월 27일   | 금요일 16:00 갱신  | 인터넷 전송          |                     |
| 일본 전역           | AT-X            | 2012년 10월 27일 - 2013년 10월 19일 | 토요일 19:00-19:30 | CS 방송              | 반복 방송 있음      |
| 일본 전역           | BS 재팬         | 2013년 4월 1일 - 9월 30일           | 월요일 7:55-8:25   | TV 도쿄 계열 BS 방송 | 제1시즌은 미방송    |

### 내용주
1. 1 2  몬수노 연말 대배틀 스페셜'이라는 제목으로 2회 연속 방송. 해설역에 캡틴 스핀과 Dr. 코어가 출연.
2. ↑  프로그램표에서는 제1화라고 쓰여 있었지만, 제23화를 방송한 후, 제27화부터 방송.